# Perceptiedoofheid
Perceptiedoofheid of sensorineuraal gehoorverlies is een vorm van gehoorverlies veroorzaakt door een aandoening van het binnenoor. Het wordt gedefinieerd als een gehoorverlies van 30 dB of meer op drie aaneengesloten audiometrische frequenties binnen een tijdbestek van 72 uur.
Oorzaken van perceptiedoofheid zijn acuut akoestisch trauma, virale infecties, ototoxische geneesmiddelen (salicylaten, kinine, aminoglycosiden, lisdiuretica, cisplatine), meningitis, cochleaire otosclerose, ziekte van Menière, oppervlakkige siderose en veroudering. Op een audiogram zijn zowel de lucht- als botgeleiding aangedaan.